# Kubansk pinto
Den kubanska pinton, eller Pinto Cubano, är en hästras som utvecklats på ön Kuba i Västindien under mitten av 1970-talet. Den kubanska pinton är en ganska liten häst på ca 145-150 cm i mankhöjd och den är alltid skäckfärgad (fläckig). Rasen utvecklades ur den kubanska pasohästen som var välkänd för sin mjuka och fjädrande trav, vilket även pinto-varianten har ärvt. Rasen har även fått en naturlig resistens mot sjukdomar. Den kubanska pinton används främst till ridning, då speciellt till boskapsskötsel på Kuba.

## Historia
De kubanska hästarna har utvecklats med hjälp av de berömda spanska hästarna som fördes till Amerika under 1500- och 1600-talet. Dessa hästar rymde sedan eller släpptes lösa på ön där de förvildades och utvecklades genom naturligt urval. När Kuba och de andra öarna i Västindien så småningom koloniserades efter att urinvånarna helt försvunnit från öarna, fångades de vilda hästarna in och avlades mer selektivt. Bland annat utvecklades den kubanska pasohästen, baserad på de hästar som naturligt hade extra gångarter, och den kubanska travaren som under 1800-talet fick inflytande av kanadensiska hästar och fick en mycket utmärkande, flytande trav.
Det skulle dock dröja ända fram till 1974 innan man införde avelsprogram för att förbättra de övriga hästarna på Kuba. Man korsade de inhemska hästarna med importerade hästar från USA. Man utgick ifrån att avla fram hästar som hade den fläckiga skäckfärgen som sin egenskap för att skilja dem från de andra kubanska raserna. Man satsade på att förbättra hästarna med ovanliga skäckfärgade Criollohästar, Quarterhästar och även mycket ovanliga skäckfärgade engelska fullblod.

## Egenskaper
Den kubanska pinton har utvecklats till en utmärkt boskapshäst och används främst för att driva kor på Kuba. Rasen är något kraftigare och mer muskulös än de andra kubanska raserna och är alltid skäckfärgad. Hästarna är ca 145-150 cm i mankhöjd och är därför relativt små, men de räknas som stora hästar. Hästarna är kompakta med Quarterhästens kraftiga bakdel och kors och de har en väldefinierat musklad exteriör. Då denna ras utvecklades med modernare raser senare har de fortfarande en naturlig motståndskraft mot sjukdomar.
Den kubanska pinton är arbetsvillig och mycket lätthanterlig och har fått både resning och goda gångarter från det engelska fullblodet.